# 203 Pompeja
A 203 Pompeja a Naprendszer kisbolygóövében található aszteroida. Christian Heinrich Friedrich Peters fedezte fel 1879. szeptember 25-én.